# Вербный (Волгоградская область)
Вербный — хутор в Старополтавском районе Волгоградской области России, в составе Гмелинского сельского поселения. Бывший немецкий хутор Бродский.
Население - 252 (2012)

## География
Хутор расположен в степи в 12 км южнее села Гмелинка.

## История
Основан в конце XIX века как немецкий хутор Бродский (он же Бротт (нем. Brott)). Хутор относился к Новоузенскому уезду Самарской губернии. После образования АССР немцев Поволжья населённый пункт был включён в состав Палласовского кантона. В 1935 году хутор включён в состав Гмелинского кантона АССР немцев Поволжья, образованного из северной части Палласовского кантона.
28 августа 1941 года был издан Указ Президиума ВС СССР о переселении немцев, проживающих в районах Поволжья. Немецкое население АССР немцев Поволжья депортировано, населённый пункт в составе Гмелинского района передан Сталинградской области. Впоследствии переименован в Вербный.
В 1950 году в связи с ликвидацией Гмелинского района передан в состав Старополтавского района.

## Население
Динамика численности населения по годам:
| 1897 | 1910 | 1920 | 1922 | 1926 | 1987 | 2002 |
| ---- | ---- | ---- | ---- | ---- | ---- | ---- |
| 49   | 47   | 326  | 339  | 198  | ≈270 | 276  |

| 2010 | 2012 |
| ---- | ---- |
| 205  | ↗252 |